# Frequenzwörterbuch
Frequenzwörterbücher (auch: Häufigkeitswörterbücher) geben den Wortschatz einer Sprache, eines Autors, einer Textsorte etc. wieder, wobei die Häufigkeit, mit der die einzelnen Wörter in einem Text oder Textkorpus vorkommen, das wichtigste Ziel der Zusammenstellung ist. Wenn man nicht eine Gesamtauswertung der betreffenden Texte durchführen kann, ist es eine notwendige Voraussetzung für die Erstellung eines Frequenzwörterbuchs, dass man für den betreffenden Themenbereich ein hinreichend repräsentatives Textkorpus auswerten kann, damit die gewonnenen Häufigkeitslisten ein Bild von der Gesamtheit der Daten vermitteln.

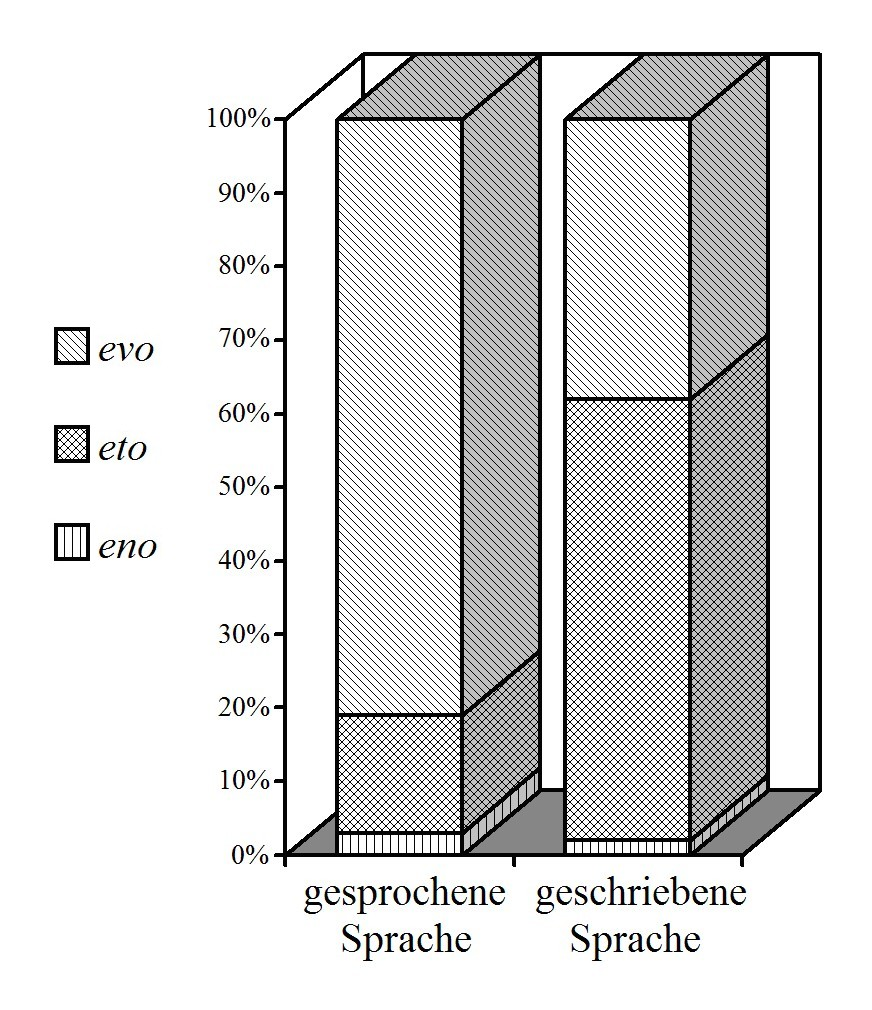
Vorkommenshäufigkeit von Zeigewörtern in einem Korpus der serbokroatischen Sprache

Die bekanntesten Frequenzwörterbücher sind wohl diejenigen, die den Wortschatz einer Sprache insgesamt repräsentieren sollen. Sie ermöglichen es, Aufschluss darüber zu gewinnen, welcher Wortschatz am häufigsten gebraucht und daher zuerst gelernt werden muss, z. B. im muttersprachlichen Unterricht oder auch im Fremdsprachunterricht. Sie können damit ganz praktische Zwecke verfolgen. Aber auch weitere Anwendungen, über die Befriedigung reiner Neugier hinaus, sind möglich: So lassen sich einige elementare Kenntnisse über Sprache aufgrund der Frequenzwörterbücher gewinnen: Das bekannteste der Zipfschen Gesetze gehört dazu, das besagt, dass das Produkt aus Rang und Frequenz der Wörter eine annähernd konstante Größe ergibt. Weitere Implikationen: Je häufiger die Wörter sind, desto kürzer sind sie, desto älter aber sind sie auch. Frequenzwörterbücher haben also sowohl praktischen als auch theoretischen Nutzen und sind wichtige Arbeitsgrundlagen der Sprachstatistik und darüber hinaus der Quantitativen Linguistik.

## Frequenzwörterbücher des Deutschen
Die einzelnen Wörterbücher können, auch wenn die Textfrequenz das oberste Kriterium ist, recht unterschiedlich angelegt sein. Bahnbrechend war Kaeding (1897/98), ein Unternehmen, in dem über 11 Millionen Wörter erfasst wurden und das ein Vorbild für entsprechende Unternehmungen in anderen Sprachen wurde. In diesem Wörterbuch sind die Wörter einerseits alphabetisch, andererseits nach Häufigkeit geordnet; man erhält Aufschluss über die Häufigkeit des Wortstamms und die Wortbildungsaktivität des Wortes. Wängler (1963) enthält den Wortschatz eines Korpus gesprochener Sprache und eines Zeitungskorpus sowohl je für sich getrennt als auch zusammen, ebenfalls alphabetisch und nach Häufigkeit sortiert, beschränkt sich aber auf die Wörter, die mindestens 10-mal vorkamen. Meier (1967) gibt eine alphabetisch geordnete Liste des Kaedingschen Wortschatzes wieder, beschränkt ebenfalls auf diejenigen, die mindestens 10-mal belegt sind. Rosengren (1972/77) führt den Wortschatz aus Süddeutsche Zeitung und Die Welt für die Zeit vom 1. November 1966 – 30. Oktober 1967 komplett alphabetisch, rückläufig und nach Häufigkeit geordnet an und gibt weitere Informationen zur Textdeckung der Wörter in den verschiedenen Zeitungssparten. Ruoff (1981) schließlich stellt 500.000 Wörter gesprochener deutscher Sprache zusammen, alphabetisch, rückläufig und nach Häufigkeit geordnet, aber immer getrennt nach Wortarten.
Diese kleine Übersicht zu Frequenzwörterbüchern zur deutschen Sprache insgesamt ist unvollständig und soll nur zeigen, dass die Organisation des Wortschatzes und die Auswertungen keineswegs immer gleich sind. Es ist klar, dass z. B. für Zwecke fachsprachlich orientierten Unterrichts wieder andere Wortschatzauswahlen getroffen werden müssen. (Zu Typen, Herstellung und Anwendung von Frequenzwörterbüchern: Alexeev 1984, 2005.)

## Neuere Frequenzwörterbücher

### Deutsch
- Uwe Quasthoff und andere: Frequency Dictionary German. Häufigkeitswörterbuch Deutsch. DEU. Leipzig 2011. (1000, 10000 und 1 Mio. Wörter, 3,6 Mia Vorkommen)
- Erwin Tschirner und Jupp Möhring: A frequency dictionary of German. Core vocabulary for learners. Routledge, London 2020. (5000 Wörter, 4 Mio. Vorkommen)

### Französisch
- Alphonse Juilland und andere: Frequency Dictionary of French Words. Mouton, Den Haag 1970. (503 Seiten, 5 000 Wörter)
- Dictionnaire des fréquences. Vocabulaire littéraire des XIXe et XXe siècles. 7 Bände. Didier, Paris 1971 (2284, 575, 451, 97 Seiten; 70 000 Wörter, 71 Mio. Vorkommen)
- Normand Beauchemin, Pierre Martel und Michel Théoret: Dictionnaire de fréquence des mots du français parlé au Québec. Fréquence, dispersion, usage, écart réduit. Peter Lang, New York 1992. (765 Seiten, 11 327 Wörter, 1 Mio. Vorkommen)
- Yvon Le Bras und Deryle Lonsdale: A Frequency Dictionary of French. Core Vocabulary for Learners. Routledge, London 2009 (315 Seiten, 5000 Wörter, 23 Mio. Vorkommen)
- Uwe Quasthoff und andere: Frequency dictionary French. FRA. Leipziger Universitätsverlag, Leipzig 2013.

### Italienisch
- Alphonse Juilland und andere: Frequency dictionary of Italian words. Mouton, Den Haag 1973, Berlin 2019.

### Spanisch
- Alphonse Juilland und E. Chang-Rodriguez: Frequency Dictionary of Spanish Words. 1964. Reprint De Gruyter 2021. (500 Seiten)

### Arabisch
- Wolf-Dietrich Fromm: Häufigkeitswörterbuch der modernen arabischen Zeitungssprache. Ein Mindestwortschatz. Arabisch – Deutsch – Englisch. Verlag Enzyklopädie, Leipzig 1982. (351 Seiten)

### Japanisch
- Raoul Blin: Dictionnaire de fréquence du japonais contemporain. 16 000 noms. Éditions You Feng, Paris 2013. (16 000 mots, 860 000 Vorkommen)

### Weitere Sprachen
- Uwe Quasthoff und andere. Leipzig.
  - Frequency dictionary Afrikaans. 2019.
  - Frequency dictionary Czech. 2017.
  - Frequency Dictionary Danish. Leipzig 2021.
  - Frequency dictionary Esperanto. 2014.
  - Frequency dictionary Georgian. 2018.
  - Frequency dictionary Hungarian. HUN. 2013.
  - Frequency dictionary Icelandic. 2012.
  - Frequency dictionary Indonesian. 2015.
  - Frequency Dictionary Russian. 2017.
  - Frequency dictionary Ukrainian. 2017.
  - Frequency dictionary Vietnamese. 2018.
  - Frequency dictionary Zulu. 2020.